# Armando Rubio
Armando Rubio (... – 5 luglio 2013) è stato un cestista e allenatore di pallacanestro ecuadoriano.

## Carriera
Con l'Ecuador ha disputato i Campionati americani del 1989.